# 金藝珍
金藝珍（김예진，1999年12月20日—），南韓女子短道速滑運動員，2018年冬季奧林匹克運動會金牌得主。

## 生平
金藝珍於首爾出生，2016年入選國家隊，並取得出戰世界杯的機會，但未獲得任何獎牌。翌年，她在新一屆的世界杯（首爾站）中贏得女米3000米接力的銅牌，之後在德累斯頓站和明斯克站取得500米的銀牌和金牌。同年，她通過選拔賽成為來年冬季奧運會的成員。2018年2月的平昌冬季奧運上，她與隊友沈錫希、崔珉禎和金雅朗在接力賽以4分7秒361拿下金牌。

## 資料來源
1. ↑  . Realnews. 2018-01-02  [2018-02-23]. （原始内容存档于2019-03-01）.
2. ↑   . NBC. 2018-02-20  [2018-02-23]. （原始内容存档于2018-02-23）.